# Art Pepper Early Days, Vol. 1
Art Pepper Early Days, Vol. 1 – album muzyczny amerykańskiego saksofonisty jazzowego Arta Peppera. 
Nagrania, z których powstał album Bob Andrews zarejestrował 6 stycznia 1952 podczas występu Arta Peppera i pozostałych muzyków grających z nim wtedy w lokalu "Lighthouse Club", w Hermosa Beach w Kalifornii. LP wydany został przez japońską wytwórnię Norma/Vantage Records w 1991 (NLP 5001). Nagrania z tej płyty ukazały się później także na CD, rozszerzonym o dodatkowe utwory i noszącym tytuł Bob Andrews Presents: Art Pepper Live at the Lighthouse '52.

## Muzycy
- Art Pepper – saksofon altowy
- Shorty Rogers – trąbka
- Milt Bernhart –  puzon
- Jimmy Giuffre – saksofon tenorowy
- Frank Patchen – fortepian
- Howard Rumsey – kontrabas
- Shelly Manne – perkusja

## Lista utworów
Strona A
| 1. | "Topsy" 1                 |  |
|    |                           |  |
| 2. | "Jumpin' At The Woodside" |  |
|    |                           |  |
| 3. | "September Song"          |  |
|    |                           |  |
Strona B
| 4. | "Avalon"           |  |
|    |                    |  |
| 5. | "Over The Rainbow" |  |
|    |                    |  |
| 6. | "Keen & Peachy" 2  |  |
|    |                    |  |
1 taki tytuł wydrukowano na okładce LP; na wydanym później CD pierwszy utwór zatytułowany jest "Tickle Toe". 
 2 jazzdisco podaje "Keep And Peachy".